# سان-ألبان (آن)
سان-ألبان (بالفرنسية: Saint-Alban)‏ هي بلدية فرنسية تقع في إقليم الآن في فرنسا. رمز إنسي لها هو:1331. أما الرمز البريدي لها فهو: 1450.